# Сексуальное безумие
«Сексуальное безумие» (англ. Sex Madness) — американский образовательно-пропагандистский фильм 1938 года. Также выходил под названиями «Human Wreckage», «They Must Be Told!» и «Trial Marriage». Находится в общественном достоянии в США.

## О фильме
Образовательный тип фильма позволил создателям изобразить на экране запрещённые Кодексом Хейса сцены: групповой секс, добрачный секс, лесбиянство и др.
Несколько альтернативных названий, под которыми позднее выходил фильм, связаны с тем, что почти ни один из дистрибьюторов не хотел связываться с лентой, в заглавии которой присутствует «секс». Впрочем, такая череда новых названий способствовала тому, что её повторно смотрели зрители, уже видевшие фильм под другим именем.

## Сюжет
Миллисент Гамильтон — симпатичная девушка, «королева красоты» родного городка. Она отправляется в «Большой город», чтобы сделать там карьеру в шоу-бизнесе. Однако вместо успеха и славы она привозит домой сифилис. Доктор Гаррис обнадёживает девушку, что эта болезнь излечима, однако в обозримом будущем ей нельзя будет вести половую жизнь. У Миллисент есть молодой человек, Уэндел Хоуп, к нему она и возвращается.
Год спустя доктор Гренобль заверяет девушку, что она готова стать женой и матерью, однако ребёнок рождается больным, а Уэндел умирает. Из-за этой ошибки доктора Гренобля арестовывают, а доктор Баярд объясняет Миллисент, что она по-прежнему является переносчицей инфекции.
Миллисент собирается покончить с собой, но в последнюю минуту узнаёт о новом лекарстве от сифилиса.

## В главных ролях

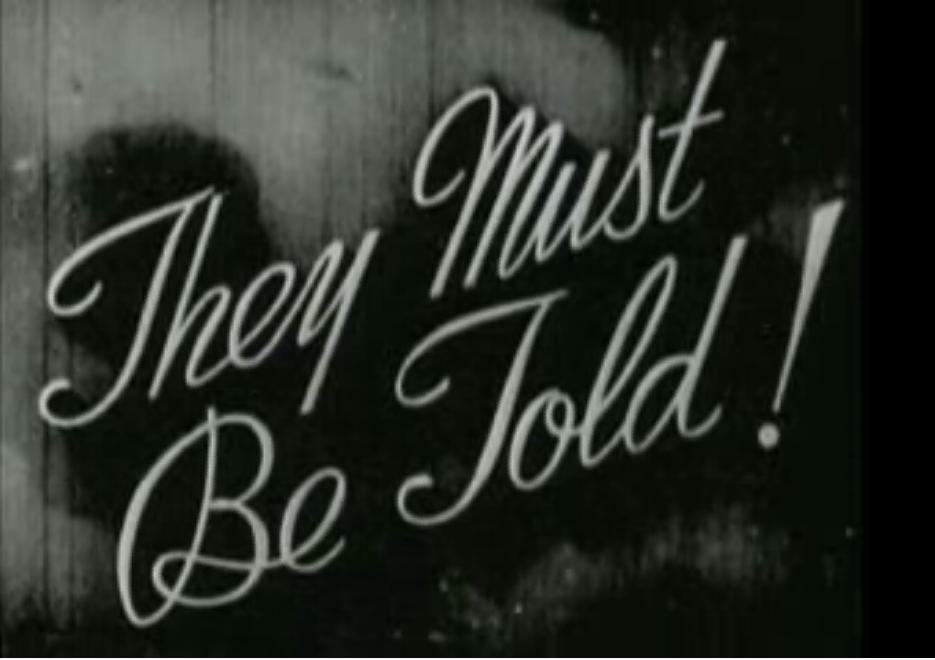
Одно из альтернативных названий фильма

- Вивиан Макгилл — Миллисент Гамильтон
- Роуз Тэпли[англ.] — мать Миллисент (последняя роль актрисы)
- Эл Риджели — отец Миллисент
- Стэнли Бартон (позднее сменил имя на Марк Дэниэлс) — Уэндел Хоуп
- Линда Хилл — Шейла Уэйн
- Аллен Тауэр — доктор Гаррис
- Уильям Блэйк — доктор Гренобль
- Фрэнк Хоусен — доктор Баярд